# 迷當
迷当（?—?），中国三国時代羌族首領。

## 生平
正始元年（240年），迷当响应蜀漢姜维北伐曹魏，起兵反曹，被郭淮镇压。

## 三国演義
小説《三国演义》称之为「迷当王」，設定为羌族王。姜維北伐之时，率兵万人援救蜀漢。魏军陳泰诈降，引迷当部将俄何燒戈劫营，羌軍大败。迷当王被郭淮俘获，降魏。之後，迷当王受郭淮指示，率混入魏兵的羌軍退到蜀汉大营。姜維不知道迷当王已经投降，于是迎接迷当大王。魏軍趁机奇襲蜀漢大营。